# Campigny, Eure
Campigny är en kommun i departementet Eure i regionen Normandie i norra Frankrike. Kommunen ligger i kantonen Pont-Audemer som tillhör arrondissementet Bernay. År 2022 hade Campigny 1 097 invånare.

## Befolkningsutveckling
Antalet invånare i kommunen Campigny
Referens:INSEE